# دشت بارابا
دشت بارابا (انگلیسی: Baraba steppe) یک دشت در غرب سیبری است. نام این دشت برگرفته از تاتارهای بارابا است که شماری از آنها همچنان در این ناحیه زندگی میکنند. دشت بارابا اهمیت زیادی از نظر کشاورزی برای کشور روسیه دارد.